# Joan Balcells
Joan Balcells Fornaguera (Barcelona, 20 de junio de 1975), tenista español, componente del equipo que consiguió la primera Copa Davis para España en el año 2000.

## Biografía

### Amateur
Aunque de niño quería practicar el fútbol, su tío Jordi le introdujo en el mundo del tenis. A los ocho años empezó en el Club Natació Montjuïc y con nueve se pasó al Club de Tenis del Turó, donde conoció a Antonio Hernández, su mentor en el mundo del tenis. En aquella época conoció a Carlos Moyà, con quien inició una entrañable amistad.
Formó parte del equipo español que ganó la Copa Jean Borotra sub-16. Permaneció en la Federación hasta los 18 años y, más tarde, empezó a ser entrenado por William Pato Álvarez.

### Profesional
Joan Balcells inició su carrera como profesional en 1996. Su puesto más alto en el ranking fue el 57º. Su gran especialidad fueron los dobles. Destacó por su servicio, llegando a sacar a 211 kilómetros/hora.
En 1999, Manolo Santana, capitán del Equipo de Copa Davis de España, lo llamó para debutar en la eliminatoria que tenía que disputar España para eludir el descenso del Grupo Mundial ante Nueva Zelanda en superficie dura e indoor. Formando pareja con Julián Alonso, consiguió el punto necesario para la permanencia de España. A partir de ahí, se hizo con un puesto como titular indiscutible en el equipo español de dobles durante los tres años posteriores.
En 2000, durante la Copa Davis, formó pareja en dobles con Álex Corretja. En las tres primeras rondas ganaron los partidos contra las parejas de Italia y Estados Unidos, y perdieron sólo uno contra Rusia. Balcells disputó junto con Albert Costa, Álex Corretja y Juan Carlos Ferrero la final de la Copa Davis en Barcelona del 8 al 10 de diciembre, enfrentándose ante Australia. La pareja Balcells-Corretja ganó al dúo australiano formado por Mark Woodforde y Sandon Stolle, consiguiendo un punto esencial para la consecución del título para España.
En 2001 disputó cuatro partidos de dobles y dos en individuales en la Copa Davis con un balance de cuatro victorias y dos derrotas.
En el año 2002 sufrió una lesión del pie, de la cual no logró recuperarse por completo, lo que afectó a su rendimiento. Se retiró en septiembre de 2004 tras caer en la primera ronda del torneo Ciudad de Albacete.

### Vida después de su carrera deportiva
Joan está casado y tiene dos hijas. Actualmente trabaja como entrenador de tenis para jóvenes valores en el Club de Tenis Barcelona-Teià. Hay que destacar, como anécdota, que él fue el primer tenista español en derrotar en 1999 al que para muchos expertos es el mejor jugador de todos los tiempos, Roger Federer, en el torneo challenger de Espinho (Portugal) por un resultado global de 7-6 y 6-3.

## Títulos (1)
| N.º | Fecha                    | Torneo             | Superficie    | Oponente en la final | Resultado        |
| --- | ------------------------ | ------------------ | ------------- | -------------------- | ---------------- |
| 1.  | 11 de septiembre de 2000 | Torneo de Bucarest | Tierra batida | Markus Hantschk      | 6-4, 3-6, 7-6(1) |

### Finalista en individuales (1)
- 2002: Scottsdale (pierde ante Andre Agassi, 2-6, 6-7(2))

### Finalista en dobles (2)
- 2000: Torneo de Bogotá (junto a Mauricio Hadad pierden ante Pablo Albano y Lucas Arnold Ker, 6-7(4), 6-1, 2-6)
- 2001: Torneo de Doha (junto a Andrei Olhovskiy pierden ante Mark Knowles y Daniel Nestor, 3-6, 1-6)